# Phidippus adumbratus
Phidippus adumbratus är en spindelart som beskrevs av Willis J. Gertsch 1934. Phidippus adumbratus ingår i släktet Phidippus och familjen hoppspindlar. Inga underarter finns listade i Catalogue of Life.